# Josiah Clark Nott
Josiah Clark Nott (Carolina del Sud, 31 de març de 1804 - Mobile, Alabama, 31 de març de 1874) va ser un metge i cirurgià dels Estats Units més conegut per les seves idees sobre el racisme.
Es llicencià en medicina per la Universitat de Pennsilvània el 1827 i completà estudis a París, es traslladà a Mobile el 1833 on exercí de cirurgià.
Adoptà la nova teoria sobre que el mosquit era el vector de la malària.
Nott va ser influenciat per les idees racistes de Samuel George Morton (1799–1851), que opinava que en el crani es podia apreciar la intel·ligència i la diferència entre races humanes.
Els seguidors de Morton com el mateix Josiah Nott i George Gliddon (1809–57) portaren les idees més enllà donant suport al poligenisme que establia un origen de la humanitat segons llinatges diferents i que les races humanes eren espècies diferents. Charles Darwin refutà aquestes idees, citant Nott, en la seva obra The Descent of Man en contra del poligenisme i creacionisme. El 1856 Nott va traduir a l'anglès l'Assaig sobre la desigualtat de les races humanes d'Arthur Gobineau.